# あいあい傘 (サタケミキオ)
『あいあい傘』（あいあいがさ）は、宅間孝行が主宰する劇団「東京セレソンデラックス」の舞台劇。サタケミキオ作・演出により、2007年4月に初演された。25年前に生き別れた父と娘を通じて、家族の絆と愛を描く。
再演がないことから「幻の名作」とされてきたが、宅間主宰の「TAKUMA FESTIVAL JAPAN（タクフェス）」によりタクフェス第6弾公演として2018年に再演され、また同年に小説化、映画化される。

## あらすじ
25年前に失踪した父とその娘の再会に秘められたドラマを描く倉科カナ主演の感動作

## 登場人物
配役はタクフェス第6弾公演のもの。
- 高島さつき - 星野真里
- 雨宮清太郎/雨宮虎蔵 - 宅間孝行
- ヒデコ - 鈴木紗理奈
- 竹内力也 - 竹財輝之助
- 敏男 - 弓削智久
- 船田くん - 大薮丘
- 松岡麻衣子 - 前島亜美
- 滑川秀樹 - 越村友一
- 雨宮清太郎（子供時代） - 柿澤仁誠/佐田照（Wキャスト）
- 車海老貫一 - モト冬樹
- 松岡玉枝  - 川原亜矢子
- 東雲六郎 - 永島敏行

## 上演日程

### 初演（2007年）
- 2007年4月4日 - 22日、シアターサンモール
- 2007年4月26日 - 5月6日、そごう劇場

### タクフェス第6弾公演（2018年）
- 2018年10月5日、志木市民会館パルシティ（プレビュー公演）
- 2018年10月8日、電力ホール
- 2018年10月21日、鳥栖市民文化会館 大ホール
- 2018年10月24日、足利市民プラザ・文化ホール
- 2018年11月2日 - 11日、サンシャイン劇場
- 2018年11月15日、りゅーとぴあ・劇場
- 2018年11月18日、はつかいち文化ホールさくらぴあ
- 2018年11月23日 - 24日、道新ホール
- 2018年11月30日 - 12月4日、梅田芸術劇場シアター・ドラマシティ
- 2018年12月6日 - 9日、ウインクあいち

## 小説
宅間孝行原案、石川拓治著により小説化され、2018年3月26日にSDPより刊行された。2018年8月10日には映画版のキービジュアルを用いた新カバー版が発売、同年10月7日に文庫化された。
2007年の舞台初演時より小説化・映画化の構想があったが、初演より9年の年月を経て「納得のいく小説が出来ました。映画化に本格的に取り組みます」として、小説版の刊行ならびに映画版の製作開始に至っている。

### 書誌情報
- あいあい傘（2018年3月26日、SDP、ISBN 978-4-906953-58-5）
- 文庫「あいあい傘」（2018年10月7日、SDP、ISBN 978-4-906953-65-3）

## 映画
宅間孝行の監督・脚本により映画化され、2018年10月26日に公開された。

### キャスト
- 高島さつき - 倉科カナ
- 雨宮清太郎 - 市原隼人
- 東雲六郎 - 立川談春
- 松岡玉枝  - 原田知世
- 松岡麻衣子 - 入山杏奈
- 福田日出子 - 高橋メアリージュン
- 竹内力也 - やべきょうすけ
- 車海老貫一 - トミーズ雅
- 雨宮虎蔵 - 永井大
- 代議士 - 金田明夫
- 製薬会社のドン - 大和田獏
- 船田知之 - 布川隼汰
- 滑川秀樹 - 越村友一
- エレーナ - サブリナ・サイン

### スタッフ
- 監督・脚本：宅間孝行
- 主題歌：竹内まりや「小さな願い」（ワーナーミュージック・ジャパン）[4]
- 製作幹事：細野義朗
- 共同製作：藤下リョウジ、菅谷憲、中島一郎
- プロデューサー：岩倉達哉、古郡真也
- 音楽：鈴木めぐみ
- 撮影：鈴木雅也
- 照明：古橋孝映
- 録音：高須賀健吾
- 美術：吉田敬
- 美術デザイン：岩井憲
- 衣装：伊藤美恵子
- ヘアメイク：葉山三紀子、梅原さとこ（原田担当）
- VFX：田中雅文
- 編集：甲斐清香（J.S.E.）
- 音響効果：壁谷貴弘
- 記録：石田眞理
- 監督補：三橋利行
- 制作担当：宮本亮太
- アソシエイトプロデューサー：大坪加奈
- 製作：S・D・P、INSPA
- 配給：SDP
- 制作プロダクション：FILM